# شرطة المرور الإيرانية
شرطة المرور (بالفارسية: پلیس راهنمایی و رانندگی فراجا) هي قسم فرعي من قوة إنفاذ القانون في إيران ووكالة لإنفاذ القانون في إيران مسؤولة عن حراسة المرور ودوريات الطرق السريعة. وفقًا لممثل منظمة الصحة العالمية في إيران، «لا يوجد بلد آخر في المنطقة لديه تكنولوجيا شرطة المرور الإيرانية». 

## معدات

### سيارات
- مرسيدس-بنز الفئة سي
- ميرسيدس بينز الفئة إي
- سلسلة تويوتا لاند كروزر 100
- تويوتا راڤ4
- نيسان إكستيرا
- هيونداي سوناتا
- كيا سيراتو
- نيسان ماكسيما
- رينو ميجان
- ميتسوبيشي باجيرو
- سمند
- دنا بلاس
- هيونداي سانتافي
- نيسان تينا
- سوزوكي فيتارا
- تويوتا كورولا
- بيجو 206
- مازدا 3
- هيونداي فيراكروز
- سيتروين زانتيا
- بيجو 407

## روابط خارجية
- (بالفارسية) Iranian Traffic police نسخة محفوظة 31 مايو 2021 على موقع واي باك مشين.